# Jamie Caven
Jamie Robert Caven (* 10. März 1976 in Leicester, Leicestershire) ist ein englischer Dartspieler, der aktuell bei der PDC unter Vertrag steht. Sein Spitzname lautet Jabba, in Anspielung auf die Insulinspritzen (eng. jabs), die er sich täglich spritzen muss. Seine Einlaufmusik ist Tom Hark von The Piranhas.

## Karriere
Von 1992 bis 2007 spielte Caven bei der BDO und wechselte anschließend zur PDC.
Caven qualifizierte sich für die PDC World Darts Championship 2008 im Alexandra Palace, schlug in der ersten Runde Wes Newton mit 3:0 und verlor anschließend in der zweiten Runde gegen Wayne Mardle mit 1:4, obwohl er den ersten Satz gewonnen hatte.
Bei der PDC World Darts Championship 2009 unterlag er in der ersten Runde mit 2:3 dem an Nummer 21 gesetzten Mark Walsh.
Caven gewann seinen ersten PDC Titel, als er bei den UK Open Welsh Regional im Mai 2009 in Newport Alan Tabern im Entscheidungsleg des Finales schlug.
Bei der Weltmeisterschaft 2010 war er zum ersten Mal in seiner Karriere gesetzt. Er verlor aber in der ersten Runde, an 26 gesetzt, gegen den ungesetzten Gary Anderson mit 2:3.
Auch 2011 war er an Position 19 gesetzt. Er gewann gegen den Südafrikaner Devon Petersen mit 3:1, verlor anschließend aber mit 0:4 gegen Colin Osborne.
Ursprünglich war Caven für die PDC Qualifying School 2022 gemeldet. Er nahm jedoch an keinem Tag am Turnier teil.

## Privates
Seit dem 15. August 2009 ist Caven, der siebenfacher Vater ist, mit Debbie verheiratet. Im Alter von 20 Jahren erkrankte er an Bauchspeicheldrüsenkrebs. Seitdem ist er Diabetiker, weshalb er sich mindestens viermal täglich Insulin spritzen muss. Aufgrund eines Bienenstichs im Säuglingsalter ist er außerdem einseitig blind.

## Titel

### BDO
- Majors
  - World Masters: (1) 1993 (Jugend)

### PDC
- Pro Tour
  - Players Championships:
    - Players Championships 2009: 24
    - Players Championships 2010: 23, 30
    - Players Championships 2011: 3
    - Players Championships 2013: 3, 4

  - UK Open Qualifiers:
    - UK Open Qualifiers 2009: 8

### Weitere
- 2009: Eyres Monsell Open
- 2010: Sportsdale.com Xmas Open
- 2014: Potteries Open, Granite City Open

## Weltmeisterschaftsresultate

### PDC
- 2008: 2. Runde (1:4-Niederlage gegen  Wayne Mardle)
- 2009: 1. Runde (2:3-Niederlage gegen  Mark Walsh)
- 2010: 1. Runde (2:3-Niederlage gegen  Gary Anderson)
- 2011: 2. Runde (0:4-Niederlage gegen  Colin Osborne)
- 2012: 1. Runde (1:3-Niederlage gegen  Roland Scholten)
- 2013: 1. Runde (2:3-Niederlage gegen  John Bowles)
- 2014: 2. Runde (3:4-Niederlage gegen  Raymond van Barneveld)
- 2015: 2. Runde (3:4-Niederlage gegen  Raymond van Barneveld)
- 2016: Achtelfinale (1:4-Niederlage gegen  James Wade)
- 2017: 1. Runde (1:3-Niederlage gegen  Kevin Painter)